# Llista d'ocells del Brasil
Aquesta llista d'ocells del Brasil inclou totes les espècies d'ocells trobats al Brasil: 1772, de les quals 230 én són endemismes, 11 estan amenaçades globalment d'extinció i 4 hi foren introduïdes.
Els ocells s'ordenen per ordre i família.

## Struthioniformes

### Rheidae
- Rhea americana

## Tinamiformes

### Tinamidae
- Tinamus tao
- Tinamus solitarius
- Tinamus major
- Tinamus guttatus
- Crypturellus cinereus
- Crypturellus erythropus
- Crypturellus soui
- Crypturellus obsoletus
- Crypturellus undulatus
- Crypturellus strigulosus
- Crypturellus duidae
- Crypturellus noctivagus
- Crypturellus atrocapillus
- Crypturellus variegatus
- Crypturellus brevirostris
- Crypturellus bartletti
- Crypturellus parvirostris
- Crypturellus tataupa
- Rhynchotus rufescens
- Nothura boraquira
- Nothura minor
- Nothura maculosa
- Taoniscus nanus

## Anseriformes

### Anhimidae
- Anhima cornuta
- Chauna torquata
- Dendrocygna bicolor
- Dendrocygna viduata
- Dendrocygna autumnalis
- Cygnus melanocorypha
- Coscoroba coscoroba
- Neochen jubata
- Cairina moschata
- Sarkidiornis melanotos
- Callonetta leucophrys
- Amazonetta brasiliensis
- Anas sibilatrix
- Anas flavirostris
- Anas acuta
- Anas georgica
- Anas bahamensis
- Anas versicolor
- Anas discors
- Anas cyanoptera
- Anas platalea
- Netta peposaca
- Netta erythrophthalma
- Mergus octosetaceus
- Heteronetta atricapilla
- Nomonyx dominica
- Oxyura vittata

## Galliformes

### Cracidae
- Ortalis canicollis
- Ortalis motmot
- Ortalis guttata
- Ortalis superciliaris
- Penelope marail
- Penelope superciliaris
- Penelope jacquacu
- Penelope obscura
- Penelope pileata
- Penelope ochrogaster
- Penelope jacucaca
- Pipile cumanensis
- Pipile cujubi
- Pipile jacutinga
- Nothocrax urumutum
- Mitu tomentosa
- Mitu tuberosa
- Mitu mitu
- Crax alector
- Crax fasciolata
- Crax globulosa
- Crax blumenbachii

### Odontophoridae
- Colinus cristatus
- Odontophorus gujanensis
- Odontophorus capueira
- Odontophorus stellatus

## Podicipediformes

### Podicipedidae
- Tachybaptus dominicus
- Podilymbus podiceps
- Rollandia rolland
- Podiceps major
- Podiceps occipitalis

## Sphenisciformes

### Spheniscidae
- Aptenodytes patagonicus
- Eudyptes chrysocome
- Eudyptes chrysolophus
- Spheniscus magellanicus

## Procellariiformes

### Diomedeidae
- Diomedea exulans
- Diomedea epomophora
- Thalassarche chrysostoma
- Thalassarche melanophris
- Thalassarche cauta
- Thalassarche chlororhynchos
- Phoebetria fusca
- Phoebetria palpebrata

### Procellariidae
- Macronectes giganteus
- Macronectes halli
- Fulmarus glacialoides
- Daption capense
- Pterodroma macroptera
- Pterodroma lessonii
- Pterodroma hasitata
- Pterodroma incerta
- Pterodroma neglecta
- Pterodroma arminjoniana
- Pterodroma mollis
- Halobaena caerulea
- Pachyptila vittata
- Pachyptila desolata
- Pachyptila belcheri
- Bulweria bulwerii
- Procellaria cinerea
- Procellaria aequinoctialis
- Aphrodroma brevirostris
- Calonectris diomedea
- Calonectris edwardsii
- Puffinus gravis
- Puffinus griseus
- Puffinus puffinus
- Puffinus assimilis
- Puffinus lherminieri

### Hydrobatidae
- Oceanites oceanicus
- Pelagodroma marina
- Fregetta tropica
- Fregetta grallaria
- Oceanodroma castro
- Oceanodroma leucorhoa

### Pelecanoididae
- Pelecanoides magellani

## Pelecaniformes

### Phaethontidae
- Phaethon aethereus
- Phaethon rubricauda
- Phaethon lepturus

### Pelecanidae
- Pelecanus occidentalis

### Sulidae
- Morus capensis
- Morus serrator
- Sula dactylatra
- Sula sula
- Sula leucogaster

### Phalacrocoracidae
- Phalacrocorax brasilianus
- Phalacrocorax bransfieldensis

### Anhingidae
- Anhinga anhinga

### Fregatidae
- Fregata magnificens
- Fregata minor
- Fregata ariel

## Ciconiiformes

### Ardeidae
- Syrigma sibilatrix
- Pilherodius pileatus
- Ardea cinerea
- Ardea cocoi
- Ardea purpurea
- Ardea alba
- Egretta tricolor
- Egretta caerulea
- Egretta gularis
- Egretta thula
- Egretta garzetta
- Bubulcus ibis
- Butorides striata
- Agamia agami
- Nycticorax nycticorax
- Nyctanassa violacea
- Cochlearius cochlearius
- Tigrisoma fasciatum
- Tigrisoma lineatum
- Zebrilus undulatus
- Ixobrychus involucris
- Ixobrychus exilis
- Botaurus pinnatus

### Threskiornithidae
- Theristicus caerulescens
- Theristicus caudatus
- Cercibis oxycerca
- Mesembrinibis cayennensis
- Phimosus infuscatus
- Eudocimus ruber
- Plegadis chihi
- Platalea leucorodia
- Platalea ajaja

### Ciconiidae
- Mycteria americana
- Ciconia maguari
- Jabiru mycteria

## Phoenicopteriformes

### Phoenicopteridae
- Phoenicopterus ruber
- Phoenicopterus chilensis
- Phoenicopterus andinus

## Falconiformes

### Cathartidae
- Coragyps atratus
- Cathartes aura
- Cathartes burrovianus
- Cathartes melambrotus
- Vultur gryphus
- Sarcoramphus papa

### Pandionidae
- Pandion haliaetus

### Accipitridae
- Leptodon cayanensis
- Leptodon forbesi
- Chondrohierax uncinatus
- Elanoides forficatus
- Gampsonyx swainsonii
- Elanus leucurus
- Rostrhamus sociabilis
- Rostrhamus hamatus
- Harpagus bidentatus
- Harpagus diodon
- Ictinia mississippiensis
- Ictinia plumbea
- Circus buffoni
- Circus cinereus
- Accipiter poliogaster
- Accipiter superciliosus
- Accipiter erythronemius
- Accipiter bicolor
- Geranospiza caerulescens
- Leucopternis schistaceus
- Leucopternis melanops
- Leucopternis kuhli
- Leucopternis lacernulatus
- Leucopternis albicollis
- Leucopternis polionotus
- Buteogallus aequinoctialis
- Buteogallus anthracinus
- Buteogallus urubitinga
- Buteogallus meridionalis
- Parabuteo unicinctus
- Busarellus nigricollis
- Geranoaetus melanoleucus
- Harpyhaliaetus coronatus
- Asturina nitida
- Buteo magnirostris
- Buteo platypterus
- Buteo leucorrhous
- Buteo brachyurus
- Buteo swainsoni
- Buteo albicaudatus
- Buteo polyosoma
- Buteo albonotatus
- Morphnus guianensis
- Harpia harpyja
- Spizastur melanoleucus
- Spizaetus tyrannus
- Spizaetus ornatus

### Falconidae
- Daptrius ater
- Ibycter americanus
- Caracara cheriway
- Caracara plancus
- Milvago chimachima
- Milvago chimango
- Herpetotheres cachinnans
- Micrastur ruficollis
- Micrastur gilvicollis
- Micrastur mirandollei
- Micrastur semitorquatus
- Micrastur buckleyi
- Falco tinnunculus
- Falco sparverius
- Falco femoralis
- Falco columbarius
- Falco rufigularis
- Falco deiroleucus
- Falco peregrinus

## Gruiformes

### Aramidae
- Aramus guarauna

### Psophiidae
- Psophia crepitans
- Psophia viridis
- Psophia leucoptera

### Rallidae
- Coturnicops notatus
- Micropygia schomburgkii
- Anurolimnas castaneiceps
- Anurolimnas viridis
- Anurolimnas fasciatus
- Laterallus melanophaius
- Laterallus exilis
- Laterallus jamaicensis
- Laterallus leucopyrrhus
- Laterallus xenopterus
- Rallus longirostris
- Aramides mangle
- Aramides cajanea
- Aramides ypecaha
- Aramides saracura
- Aramides calopterus
- Amaurolimnas concolor
- Porzana spiloptera
- Porzana albicollis
- Porzana flaviventer
- Neocrex erythrops
- Pardirallus maculatus
- Pardirallus nigricans
- Pardirallus sanguinolentus
- Porphyrio martinica
- Porphyrio flavirostris
- Gallinula chloropus
- Gallinula angulata
- Gallinula melanops
- Fulica leucoptera
- Fulica armillata
- Fulica rufifrons

### Heliornithidae
- Heliornis fulica

### Eurypygidae
- Eurypyga helias

### Cariamidae
- Cariama cristata

## Charadriiformes

### Jacanidae
- Jacana jacana

### Rostratulidae
- Rostratula semicollaris

### Haematopodidae
- Haematopus palliatus

### Recurvirostridae
- Himantopus mexicanus
- Himantopus melanurus

### Burhinidae
- Burhinus bistriatus

### Glareolidae
- Glareola pratincola

### Charadriidae
- Vanellus cayanus
- Vanellus chilensis
- Pluvialis dominica
- Pluvialis squatarola
- Charadrius semipalmatus
- Charadrius wilsonia
- Charadrius melodus
- Charadrius collaris
- Charadrius falklandicus
- Charadrius modestus
- Oreopholus ruficollis

### Scolopacidae
- Gallinago paraguaiae
- Gallinago undulata
- Limnodromus griseus
- Limosa haemastica
- Limosa lapponica
- Numenius borealis
- Numenius phaeopus
- Bartramia longicauda
- Tringa totanus
- Tringa melanoleuca
- Tringa flavipes
- Tringa solitaria
- Actitis macularia
- Catoptrophorus semipalmatus
- Arenaria interpres
- Calidris canutus
- Calidris alba
- Calidris pusilla
- Calidris mauri
- Calidris minutilla
- Calidris fuscicollis
- Calidris bairdii
- Calidris melanotos
- Calidris himantopus
- Tryngites subruficollis
- Philomachus pugna
- Phalaropus tricolor
- Phalaropus fulicarius

### Thinocoridae
- Thinocorus rumicivorus

### Chionididae
- Chionis alba

### Stercorariidae
- Stercorarius chilensis
- Stercorarius maccormicki
- Stercorarius antarctica
- Stercorarius skua
- Stercorarius pomarinus
- Stercorarius parasiticus
- Stercorarius longicaudus

### Laridae
- Larus belcheri
- Larus delawarensis
- Larus dominicanus
- Larus cirrocephalus
- Larus maculipennis
- Larus atricilla
- Larus pipixcan

### Sternidae
- Sterna nilotica
- Sterna sandvicensis
- Sterna maxima
- Sterna dougallii
- Sterna hirundinacea
- Sterna hirundo
- Sterna paradisaea
- Sterna vittata
- Sterna trudeaui
- Sterna antillarum
- Sterna superciliaris
- Sterna fuscata
- Chlidonias niger
- Phaetusa simplex
- Anous minutus
- Anous stolidus
- Gygis alba

### Rynchopidae
- Rynchops niger

## Columbiformes

### Columbidae
- Columba livia
- Patagioenas speciosa
- Patagioenas picazuro
- Patagioenas maculosa
- Patagioenas fasciata
- Patagioenas cayennensis
- Patagioenas plumbea
- Patagioenas subvinacea
- Zenaida auriculata
- Columbina passerina
- Columbina minuta
- Columbina talpacoti
- Columbina picui
- Columbina cyanopis
- Columbina squammata
- Claravis pretiosa
- Claravis godefrida
- Uropelia campestris
- Leptotila verreauxi
- Leptotila rufaxilla
- Geotrygon saphirina
- Geotrygon violacea
- Geotrygon montana

## Psittaciformes

### Psittacidae
- Anodorhynchus hyacinthinus
- Anodorhynchus leari
- Cyanopsitta spixii
- Ara ararauna
- Ara macao
- Ara chloroptera
- Ara severa
- Orthopsittaca manilata
- Primolius couloni
- Primolius maracana
- Primolius auricollis
- Diopsittaca nobilis
- Guarouba guarouba
- Aratinga acuticaudata
- Aratinga leucophthalmus
- Aratinga pintoi
- Aratinga solstitialis
- Aratinga jandaya
- Aratinga auricapilla
- Aratinga weddellii
- Aratinga pertinax
- Aratinga aurea
- Aratinga cactorum
- Nandayus nenday
- Pyrrhura cruentata
- Pyrrhura devillei
- Pyrrhura frontalis
- Pyrrhura perlata
- Pyrrhura lepida
- Pyrrhura molinae
- Pyrrhura picta
- Pyrrhura roseifrons
- Pyrrhura lucianii
- Pyrrhura amazonum
- Pyrrhura snethlage
- Pyrrhura egregia
- Pyrrhura leucotis
- Pyrrhura melanura
- Pyrrhura rupicola
- Myiopsitta monachus
- Forpus passerinus
- Forpus xanthopterygius
- Forpus sclateri
- Brotogeris tirica
- Brotogeris versicolurus
- Brotogeris chiriri
- Brotogeris cyanoptera
- Brotogeris sanctithomae
- Brotogeris chrysopterus
- Nannopsittaca panychlora
- Nannopsittaca dachilleae
- Touit batavica
- Touit huetii
- Touit purpurata
- Touit melanonota
- Touit surda
- Pionites melanocephala
- Pionites leucogaster
- Pionopsitta vulturina
- Pionopsitta barrabandi
- Pionopsitta caica
- Pionopsitta pileata
- Graydidascalus brachyurus
- Pionus menstruus
- Pionus maximiliani
- Pionus fuscus
- Amazona pretrei
- Amazona autumnalis
- Amazona dufresniana
- Amazona rhodocorytha
- Amazona brasiliensis
- Amazona festiva
- Amazona aestiva
- Amazona ochrocephala
- Amazona kawalli
- Amazona amazonica
- Amazona farinosa
- Amazona vinacea
- Alipiopsitta xanthops
- Deroptyus accipitrinus
- Triclaria malachitacea
- Pionopsitta aurantiocephala

## Opisthocomiformes

### Opisthocomidae
- Opisthocomus hoazin

## Cuculiformes

### Cuculidae
- Coccyzus pumilus
- Coccyzus cinereus
- Coccyzus erythropthalmus
- Coccyzus americanus
- Coccyzus euleri
- Coccyzus minor
- Coccyzus melacoryphus
- Piaya cayana
- Piaya melanogaster
- Piaya minuta
- Crotophaga major
- Crotophaga ani
- Guira guira
- Tapera naevia
- Dromococcyx phasianellus
- Dromococcyx pavoninus
- Neomorphus squamiger
- Neomorphus geoffroyi
- Neomorphus rufipennis
- Neomorphus pucheranii

## Strigiformes

### Tytonidae
- Tyto alba

### Strigidae
- Megascops choliba
- Megascops watsonii
- Megascops guatemalae
- Megascops atricapillus
- Megascops sanctaecatarinae
- Bubo virginianus
- Strix hylophila
- Ciccaba virgata
- Ciccaba huhula
- Lophostrix cristata
- Pulsatrix perspicillata
- Pulsatrix koeniswaldiana
- Glaucidium hardyi
- Glaucidium minutissimum
- Glaucidium mooreorum
- Glaucidium brasilianum
- Athene cunicularia
- Aegolius harrisii
- Pseudoscops clamator
- Asio stygius
- Asio flammeus

## Caprimulgiformes

### Steatornithidae
- Steatornis caripensis

### Nyctibiidae
- Nyctibius grandis
- Nyctibius aethereus
- Nyctibius griseus
- Nyctibius leucopterus
- Nyctibius bracteatus

### Caprimulgidae
- Lurocalis semitorquatus
- Chordeiles pusillus
- Nyctiprogne vielliardi
- Chordeiles rupestris
- Chordeiles acutipennis
- Chordeiles minor
- Podager nacunda
- Nyctiprogne leucopyga
- Nyctidromus albicollis
- Nyctiphrynus ocellatus
- Caprimulgus rufus
- Caprimulgus sericocaudatus
- Caprimulgus longirostris
- Caprimulgus candicans
- Caprimulgus hirundinaceus
- Caprimulgus parvulus
- Caprimulgus maculicaudus
- Caprimulgus cayennensis
- Caprimulgus nigrescens
- Caprimulgus whitelyi
- Hydropsalis climacocerca
- Hydropsalis torquata
- Macropsalis forcipata
- Eleothreptus anomalus

## Apodiformes

### Apodidae
- Cypseloides phelpsi
- Cypseloides lemosi
- Cypseloides fumigatus
- Cypseloides cryptus
- Cypseloides senex
- Streptoprocne zonaris
- Streptoprocne biscutata
- Chaetura spinicaudus
- Chaetura cinereiventris
- Chaetura egregia
- Chaetura pelagica
- Chaetura chapmani
- Chaetura brachyura
- Chaetura andrei
- Aeronautes montivagus
- Tachornis squamata
- Panyptila cayennensis

### Trochilidae
- Ramphodon naevius
- Glaucis dohrnii
- Glaucis hirsuta
- Threnetes niger
- Anopetia gounellei
- Phaethornis hispidus
- Phaethornis superciliosus
- Phaethornis malaris
- Phaethornis philippii
- Phaethornis bourcieri
- Phaethornis eurynome
- Phaethornis pretrei
- Phaethornis subochraceus
- Phaethornis squalidus
- Phaethornis rupurumii
- Phaethornis longuemareus
- Phaethornis idaliae
- Phaethornis nattereri
- Phaethornis ruber
- Phaethornis atrimentalis
- Phaethornis griseogularis
- Doryfera johannae
- Campylopterus largipennis
- Campylopterus hyperythrus
- Campylopterus duidae
- Campylopterus cirrochloris
- Eupetomena macrourus
- Florisuga mellivora
- Florisuga fuscus
- Colibri delphinae
- Colibri coruscans
- Colibri serrirostris
- Anthracothorax viridigula
- Anthracothorax nigricollis
- Avocettula recurvirostris
- Topaza pella
- Topaza pyra
- Chrysolampis mosquitus
- Stephanoxis lalandi
- Lophornis ornatus
- Lophornis gouldii
- Lophornis magnificus
- Lophornis chalybeus
- Lophornis pavoninus
- Popelairia langsdorffi
- Discosura longicauda
- Chlorostilbon notatus
- Chlorostilbon mellisugus
- Chlorostilbon aureoventris
- Thalurania furcata
- Thalurania watertonii
- Thalurania glaucopis
- Hylocharis sapphirina
- Hylocharis cyanus
- Hylocharis chrysura
- Chrysuronia oenone
- Leucochloris albicollis
- Polytmus guainumbi
- Polytmus theresiae
- Leucippus chlorocercus
- Leucippus chionogaster
- Agyrtria leucogaster
- Agyrtria versicolor
- Agyrtria rondoniae
- Agyrtria brevirostris
- Polyerata lactea
- Polyerata fimbriata
- Saucerottia viridigaster
- Saucerottia tobaci
- Clytolaema rubricauda
- Heliodoxa aurescens
- Heliodoxa xanthogonys
- Heliodoxa schreibersii
- Augastes scutatus
- Augastes lumachella
- Heliothryx aurita
- Heliactin bilopha
- Heliomaster longirostris
- Heliomaster squamosus
- Heliomaster furcifer
- Calliphlox amethystina

## Trogoniformes

### Trogonidae
- Trogon viridis
- Trogon violaceus
- Trogon collaris
- Trogon personatus
- Trogon rufus
- Trogon surrucura
- Trogon curucui
- Trogon melanurus
- Pharomachrus pavoninus

## Coraciiformes

### Alcedinidae
- Megaceryle torquata
- Chloroceryle amazona
- Chloroceryle americana
- Chloroceryle inda
- Chloroceryle aenea

### Momotidae
- Momotus momota
- Baryphthengus martii
- Baryphthengus ruficapillus
- Electron platyrhynchum

## Galbuliformes

### Galbulidae
- Galbalcyrhynchus leucotis
- Galbalcyrhynchus purusianus
- Brachygalba lugubris
- Brachygalba albogularis
- Jacamaralcyon tridactyla
- Galbula albirostris
- Galbula cyanicollis
- Galbula ruficauda
- Galbula galbula
- Galbula cyanescens
- Galbula tombacea
- Galbula chalcothorax
- Galbula leucogastra
- Galbula dea
- Jacamerops aureus

### Bucconidae
- Notharchus macrorhynchos
- Notharchus swainsoni
- Notharchus ordii
- Notharchus tectus
- Bucco macrodactylus
- Bucco tamatia
- Bucco capensis
- Nystalus chacuru
- Nystalus striolatus
- Nystalus maculatus
- Malacoptila fusca
- Malacoptila semicincta
- Malacoptila striata
- Malacoptila rufa
- Micromonacha lanceolata
- Nonnula sclateri
- Nonnula rubecula
- Nonnula ruficapilla
- Nonnula amaurocephala
- Monasa atra
- Monasa nigrifrons
- Monasa morphoeus
- Monasa flavirostris
- Chelidoptera tenebrosa

## Piciformes

### Capitonidae
- Capito aurovirens
- Capito dayi
- Capito niger
- Capito auratus
- Capito brunneipectus
- Eubucco richardsoni
- Eubucco tucinkae

### Ramphastidae
- Aulacorhynchus derbianus
- Pteroglossus inscriptus
- Pteroglossus viridis
- Pteroglossus bitorquatus
- Pteroglossus azara
- Pteroglossus castanotis
- Pteroglossus aracari
- Pteroglossus pluricinctus
- Pteroglossus beauharnaesii
- Baillonius bailloni
- Selenidera reinwardtii
- Selenidera nattereri
- Selenidera culik
- Selenidera maculirostris
- Selenidera gouldii
- Ramphastos vitellinus
- Ramphastos dicolorus
- Ramphastos tucanus
- Ramphastos toco
- Aulacorhynchus prasinus

### Picidae
- Picumnus pumilus
- Picumnus aurifrons
- Picumnus lafresnayi
- Picumnus exilis
- Picumnus spilogaster
- Picumnus pygmaeus
- Picumnus cirratus
- Picumnus varzeae
- Picumnus temminckii
- Picumnus albosquamatus
- Picumnus fuscus
- Picumnus rufiventris
- Picumnus fulvescens
- Picumnus limae
- Picumnus nebulosus
- Picumnus castelnau
- Melanerpes candidus
- Melanerpes cruentatus
- Melanerpes flavifrons
- Melanerpes cactorum
- Picoides mixtus
- Veniliornis passerinus
- Veniliornis spilogaster
- Veniliornis kirkii
- Veniliornis cassini
- Veniliornis affinis
- Veniliornis maculifrons
- Piculus leucolaemus
- Piculus flavigula
- Piculus chrysochloros
- Piculus aurulentus
- Piculus rubiginosus
- Colaptes punctigula
- Colaptes melanochloros
- Colaptes campestris
- Celeus grammicus
- Celeus undatus
- Celeus elegans
- Celeus lugubris
- Celeus flavescens
- Celeus flavus
- Celeus spectabilis
- Celeus torquatus
- Dryocopus galeatus
- Dryocopus lineatus
- Campephilus rubricollis
- Campephilus robustus
- Campephilus melanoleucos
- Campephilus leucopogon

## Passeriformes

### Thamnophilidae
- Cymbilaimus lineatus
- Cymbilaimus sanctaemariae
- Hypoedaleus guttatus
- Batara cinerea
- Mackenziaena severa
- Mackenziaena leachii
- Frederickena viridis
- Frederickena unduligera
- Taraba major
- Sakesphorus canadensis
- Sakesphorus cristatus
- Sakesphorus melanothorax
- Sakesphorus luctuosus
- Biatas nigropectus
- Thamnophilus doliatus
- Thamnophilus palliatus
- Thamnophilus nigrocinereus
- Thamnophilus cryptoleucus
- Thamnophilus aethiops
- Thamnophilus schistaceus
- Thamnophilus murinus
- Thamnophilus punctatus
- Thamnophilus stictocephalus
- Thamnophilus sticturus
- Thamnophilus pelzelni
- Thamnophilus ambiguus
- Thamnophilus insignis
- Thamnophilus amazonicus
- Thamnophilus caerulescens
- Thamnophilus divisorius
- Thamnophilus torquatus
- Thamnophilus ruficapillus
- Pygiptila stellaris
- Megastictus margaritatus
- Neoctantes niger
- Clytoctantes atrogularis
- Dysithamnus stictothora
- Dysithamnus mentalis
- Dysithamnus xanthopterus
- Dysithamnus plumbeus
- Thamnomanes saturninus
- Thamnomanes ardesiacus
- Thamnomanes caesius
- Thamnomanes schistogynus
- Myrmotherula brachyura
- Myrmotherula ignota
- Myrmotherula sclateri
- Myrmotherula klagesi
- Myrmotherula ambigua
- Myrmotherula cherriei
- Myrmotherula multostriata
- Myrmotherula surinamensis
- Myrmotherula hauxwelli
- Myrmotherula guttata
- Myrmotherula gularis
- Myrmotherula gutturalis
- Myrmotherula leucophthalma
- Myrmotherula haematonota
- Myrmotherula ornata
- Myrmotherula erythrura
- Myrmotherula axillaris
- Myrmotherula fluminensis
- Myrmotherula sunensis
- Myrmotherula longipennis
- Myrmotherula minor
- Myrmotherula iheringi
- Myrmotherula behni
- Myrmotherula unicolor
- Myrmotherula snowi
- Myrmotherula urosticta
- Myrmotherula menetriesii
- Myrmotherula assimilis
- Dichrozona cincta
- Myrmorchilus strigilatus
- Herpsilochmus atricapillus
- Herpsilochmus sellowi
- Herpsilochmus pileatus
- Herpsilochmus sticturus
- Herpsilochmus stictocephalus
- Herpsilochmus dorsimaculatus
- Herpsilochmus roraimae
- Herpsilochmus pectoralis
- Herpsilochmus longirostris
- Herpsilochmus rufimarginatus
- Microrhopias quixensis
- Formicivora acutirostris
- Neorhopias iheringi
- Formicivora grisea
- Formicivora melanogaster
- Formicivora serrana
- Formicivora littoralis
- Formicivora erythronotos
- Formicivora rufa
- Drymophila ferruginea
- Drymophila rubricollis
- Drymophila genei
- Drymophila ochropyga
- Drymophila devillei
- Drymophila malura
- Drymophila squamata
- Terenura maculata
- Terenura sicki
- Terenura humeralis
- Terenura spodioptila
- Cercomacra cinerascens
- Cercomacra brasiliana
- Cercomacra tyrannina
- Cercomacra laeta
- Cercomacra nigrescens
- Cercomacra ferdinandi
- Cercomacra serva
- Cercomacra carbonaria
- Cercomacra melanaria
- Cercomacra manu
- Pyriglena leuconota
- Pyriglena leucoptera
- Pyriglena atra
- Rhopornis ardesiaca
- Myrmoborus leucophrys
- Myrmoborus lugubris
- Myrmoborus myotherinus
- Myrmoborus melanurus
- Hypocnemis cantator
- Hypocnemis hypoxantha
- Hypocnemoides melanopogon
- Hypocnemoides maculicauda
- Myrmochanes hemileucus
- Sclateria naevia
- Percnostola rufifrons
- Percnostola schistacea
- Percnostola leucostigma
- Percnostola caurensis
- Percnostola lophotes
- Myrmeciza longipes
- Myrmeciza ferruginea
- Myrmeciza ruficauda
- Myrmeciza loricata
- Myrmeciza squamosa
- Myrmeciza disjuncta
- Myrmeciza pelzelni
- Myrmeciza hemimelaena
- Myrmeciza hyperythra
- Myrmeciza melanoceps
- Myrmeciza goeldii
- Myrmeciza fortis
- Myrmeciza atrothorax
- Pithys albifrons
- Gymnopithys rufigula
- Gymnopithys leucaspis
- Gymnopithys salvini
- Myrmornis torquata
- Rhegmatorhina melanosticta
- Rhegmatorhina cristata
- Rhegmatorhina hoffmannsi
- Rhegmatorhina berlepschi
- Rhegmatorhina gymnops
- Hylophylax naevia
- Hylophylax punctulata
- Hylophylax poecilinota
- Phlegopsis nigromaculata
- Phlegopsis erythroptera
- Skutchia borbae

### Conopophagidae
- Conopophaga lineata
- Conopophaga aurita
- Conopophaga roberti
- Conopophaga peruviana
- Conopophaga melanops
- Conopophaga melanogaster

### Formicariidae
- Formicarius colma
- Formicarius analis
- Chamaeza nobilis
- Chamaeza campanisona
- Chamaeza ruficauda
- Chamaeza meruloides
- Grallaria varia
- Hylopezus macularius
- Hylopezus berlepschi
- Hylopezus ochroleucus
- Hylopezus nattereri
- Myrmothera campanisona
- Myrmothera simplex
- Grallaricula nana

### Rhinocryptidae
- Liosceles thoracicus
- Melanopareia torquata
- Psilorhamphus guttatus
- Merulaxis ater
- Merulaxis stresemanni
- Scytalopus speluncae
- Scytalopus novacapitalis
- Scytalopus psychopompus
- Scytalopus iraiensis
- Scytalopus indigoticus

### Furnariidae
- Geobates poecilopterus
- Geositta cunicularia
- Cinclodes fuscus
- Cinclodes pabsti
- Furnarius leucopus
- Furnarius torridus
- Furnarius figulus
- Furnarius minor
- Furnarius rufus
- Leptasthenura striolata
- Leptasthenura platensis
- Leptasthenura setaria
- Phleocryptes melanops
- Limnornis curvirostris
- Limnornis rectirostris
- Spartonoica maluroides
- Schoeniophylax phryganophila
- Synallaxis kollari
- Synallaxis scutata
- Synallaxis whitneyi
- Synallaxis frontalis
- Synallaxis hypospodia
- Synallaxis albescens
- Synallaxis spixi
- Synallaxis albigularis
- Synallaxis ruficapilla
- Synallaxis infuscata
- Synallaxis cabanisi
- Synallaxis macconnelli
- Synallaxis gujanensis
- Synallaxis albilora
- Synallaxis propinqua
- Synallaxis cinerascens
- Synallaxis rutilans
- Synallaxis cherriei
- Synallaxis hellmayri
- Cranioleuca demissa
- Cranioleuca pallida
- Cranioleuca semicinerea
- Cranioleuca obsoleta
- Cranioleuca pyrrhophia
- Cranioleuca sulphurifera
- Cranioleuca vulpina
- Cranioleuca vulpecula
- Cranioleuca gutturata
- Cranioleuca muelleri
- Acrobatornis fonsecai
- Certhiaxis mustelina
- Certhiaxis cinnamomea
- Oreophylax moreirae
- Asthenes baeri
- Asthenes luizae
- Asthenes hudsoni
- Thripophaga macroura
- Phacellodomus fusciceps
- Phacellodomus rufifrons
- Phacellodomus ruber
- Phacellodomus striaticollis
- Phacellodomus erythrophthalmus
- Clibanornis dendrocolaptoides
- Anumbius annumbi
- Coryphistera alaudina
- Pseudoseisura cristata
- Pseudoseisura unirufa
- Pseudoseisura lophotes
- Metopothrix aurantiacus
- Roraimia adusta
- Megaxenops parnaguae
- Xenops milleri
- Xenops tenuirostris
- Xenops minutus
- Xenops rutilans
- Heliobletus contaminatus
- Anabacerthia amaurotis
- Syndactyla rufosuperciliata
- Cichlocolaptes leucophrus
- Berlepschia rikeri
- Simoxenops ucayalae
- Hyloctistes subulatus
- Ancistrops strigilatus
- Philydor erythropterus
- Philydor erythrocercus
- Philydor ruficaudatus
- Philydor rufus
- Philydor lichtensteini
- Philydor dimidiatus
- Philydor pyrrhodes
- Philydor atricapillus
- Philydor novaesi
- Anabazenops fuscus
- Automolus dorsalis
- Automolus rufipileatus
- Automolus leucophthalmus
- Automolus roraimae
- Automolus ochrolaemus
- Automolus infuscatus
- Automolus melanopezus
- Automolus rubiginosus
- Hylocryptus rectirostris
- Sclerurus rufigularis
- Sclerurus mexicanus
- Sclerurus albigularis
- Sclerurus caudacutus
- Sclerurus scansor
- Lochmias nematura
- Automolus paraensis
- Dendrocincla turdina
- Dendrocincla fuliginosa
- Dendrocincla merula
- Deconychura longicauda
- Deconychura stictolaema
- Sittasomus griseicapillus
- Glyphorynchus spirurus
- Drymornis bridgesii
- Nasica longirostris
- Dendrexetastes rufigula
- Hylexetastes stresemanni
- Hylexetastes perrotii
- Hylexetastes uniformis
- Hylexetastes brigidai
- Xiphocolaptes albicollis
- Xiphocolaptes falcirostris
- Xiphocolaptes major
- Xiphocolaptes promeropirhynchus
- Dendrocolaptes certhia
- Dendrocolaptes hoffmannsi
- Dendrocolaptes picumnus
- Dendrocolaptes platyrostris
- Xiphorhynchus obsoletus
- Xiphorhynchus ocellatus
- Xiphorhynchus fuscus
- Xiphorhynchus spixii
- Xiphorhynchus elegans
- Xiphorhynchus juruanus
- Xiphorhynchus guttatus
- Xiphorhynchus guttatoides
- Xiphorhynchus pardalotus
- Dendroplex picus
- Dendroplex kienerii
- Lepidocolaptes souleyetii
- Lepidocolaptes angustirostris
- Lepidocolaptes squamatus
- Lepidocolaptes falcinellus
- Lepidocolaptes albolineatus
- Campylorhamphus trochilirostris
- Campylorhamphus falcularius
- Campylorhamphus procurvoides
- Xiphocolaptes carajaensis

### Tyrannidae
- Ornithion inerme
- Camptostoma obsoletum
- Phaeomyias murina
- Capsiempis flaveola
- Tyrannulus elatus
- Myiopagis gaimardii
- Myiopagis caniceps
- Myiopagis flavivertex
- Myiopagis viridicata
- Elaenia spectabilis
- Elaenia flavogaster
- Elaenia ridleyana
- Elaenia albiceps
- Elaenia parvirostris
- Elaenia mesoleuca
- Elaenia pelzelni
- Elaenia cristata
- Elaenia ruficeps
- Elaenia chiriquensis
- Elaenia obscura
- Elaenia pallatangae
- Serpophaga nigricans
- Serpophaga hypoleuca
- Serpophaga subcristata
- Serpophaga munda
- Mionectes oleagineus
- Mionectes rufiventris
- Mionectes macconnelli
- Leptopogon amaurocephalus
- Pogonotriccus eximius
- Phylloscartes roquettei
- Phylloscartes paulista
- Phylloscartes oustaleti
- Phylloscartes kronei
- Phylloscartes difficilis
- Phylloscartes ceciliae
- Phylloscartes ventralis
- Phylloscartes beckeri
- Phylloscartes virescens
- Phylloscartes sylviolus
- Phyllomyias fasciatus
- Phyllomyias burmeisteri
- Phyllomyias virescens
- Phyllomyias reiseri
- Phyllomyias griseocapilla
- Phyllomyias griseiceps
- Zimmerius gracilipes
- Sublegatus obscurior
- Sublegatus arenarum
- Sublegatus modestus
- Suiriri suiriri
- Suiriri islerorum
- Mecocerculus leucophrys
- Inezia inornata
- Inezia caudata
- Inezia subflava
- Stigmatura napensis
- Stigmatura budytoides
- Anairetes flavirostris
- Tachuris rubrigastra
- Culicivora caudacuta
- Polystictus pectoralis
- Polystictus superciliaris
- Pseudocolopteryx sclateri
- Pseudocolopteryx acutipennis
- Pseudocolopteryx flaviventris
- Euscarthmus meloryphus
- Euscarthmus rufomarginatus
- Myiornis auricularis
- Myiornis ecaudatus
- Lophotriccus vitiosus
- Lophotriccus eulophotes
- Lophotriccus galeatus
- Atalotriccus pilaris
- Poecilotriccus capitalis
- Poecilotriccus sene
- Poecilotriccus russatus
- Poecilotriccus plumbeiceps
- Poecilotriccus fumifrons
- Poecilotriccus latirostris
- Poecilotriccus sylvia
- Taeniotriccus andrei
- Hemitriccus minor
- Hemitriccus josephinae
- Hemitriccus flammulatus
- Hemitriccus diops
- Hemitriccus obsoletus
- Hemitriccus zosterops
- Hemitriccus griseipectus
- Hemitriccus minimus
- Hemitriccus orbitatus
- Hemitriccus iohannis
- Hemitriccus striaticollis
- Hemitriccus nidipendulus
- Hemitriccus margaritaceiventer
- Hemitriccus inornatus
- Hemitriccus mirandae
- Hemitriccus kaempferi
- Hemitriccus furcatus
- Todirostrum cinereum
- Todirostrum maculatum
- Todirostrum poliocephalum
- Todirostrum pictum
- Todirostrum chrysocrotaphum
- Corythopis torquata
- Corythopis delalandi
- Cnipodectes subbrunneus
- Ramphotrigon megacephala
- Ramphotrigon fuscicauda
- Ramphotrigon ruficauda
- Rhynchocyclus olivaceus
- Tolmomyias sulphurescens
- Tolmomyias assimilis
- Tolmomyias poliocephalus
- Tolmomyias flaviventris
- Platyrinchus saturatus
- Platyrinchus coronatus
- Platyrinchus mystaceus
- Platyrinchus platyrhynchos
- Platyrinchus leucoryphus
- Onychorhynchus coronatus
- Myiophobus roraimae
- Myiophobus fasciatus
- Terenotriccus erythrurus
- Myiobius barbatus
- Myiobius mastacalis
- Myiobius atricaudus
- Neopipo cinnamomea
- Hirundinea ferruginea
- Cnemotriccus fuscatus
- Lathrotriccus euleri
- Contopus cooperi
- Contopus fumigatus
- Contopus virens
- Contopus cinereus
- Contopus nigrescens
- Contopus albogularis
- Empidonax alnorum
- Empidonax traillii
- Pyrocephalus rubinus
- Ochthornis littoralis
- Xolmis cinerea
- Xolmis coronata
- Xolmis velata
- Xolmis irupero
- Xolmis dominicanus
- Neoxolmis rufiventris
- Muscisaxicola fluviatilis
- Lessonia rufa
- Knipolegus striaticeps
- Knipolegus hudsoni
- Knipolegus poecilocercus
- Knipolegus cyanirostris
- Knipolegus poecilurus
- Knipolegus orenocensis
- Knipolegus aterrimus
- Knipolegus franciscanus
- Knipolegus nigerrimus
- Knipolegus lophotes
- Hymenops perspicillatus
- Fluvicola pica
- Fluvicola albiventer
- Fluvicola nengeta
- Arundinicola leucocephala
- Alectrurus tricolor
- Alectrurus risora
- Gubernetes yetapa
- Satrapa icterophrys
- Colonia colonus
- Machetornis rixosus
- Muscipipra vetula
- Attila phoenicurus
- Attila cinnamomeus
- Attila citriniventris
- Attila spadiceus
- Attila bolivianus
- Attila rufus
- Laniocera hypopyrra
- Casiornis rufa
- Casiornis fusca
- Sirystes sibilator
- Rhytipterna simplex
- Rhytipterna immunda
- Myiarchus tuberculifer
- Myiarchus swainsoni
- Myiarchus ferox
- Myiarchus tyrannulus
- Philohydor lictor
- Pitangus sulphuratus
- Megarynchus pitangua
- Myiozetetes cayanensis
- Myiozetetes similis
- Myiozetetes granadensis
- Myiozetetes luteiventris
- Conopias trivirgata
- Conopias parva
- Myiodynastes maculatus
- Myiodynastes luteiventris
- Legatus leucophaius
- Empidonomus varius
- Griseotyrannus aurantioatrocristatus
- Tyrannopsis sulphurea
- Tyrannus albogularis
- Tyrannus melancholicus
- Tyrannus tyrannus
- Tyrannus dominicensis
- Tyrannus savana
- Xenopsaris albinucha
- Pachyramphus castaneus
- Pachyramphus viridis
- Pachyramphus polychopterus
- Pachyramphus marginatus
- Pachyramphus surinamus
- Pachyramphus rufus
- Pachyramphus minor
- Pachyramphus validus
- Tityra cayana
- Tityra semifasciata
- Tityra inquisitor

### Cotingidae
- Oxyruncus cristatus
- Phytotoma rutila
- Phoenicircus nigricollis
- Phoenicircus carnifex
- Laniisoma elegans
- Phibalura flavirostris
- Tijuca atra
- Tijuca condita
- Carpornis cucullatus
- Carpornis melanocephalus
- Pipreola whitelyi
- Iodopleura pipra
- Iodopleura isabellae
- Iodopleura fusca
- Calyptura cristata
- Lipaugus vociferans
- Lipaugus lanioides
- Lipaugus streptophorus
- Porphyrolaema porphyrolaema
- Cotinga maynana
- Cotinga cotinga
- Cotinga maculata
- Cotinga cayana
- Xipholena punicea
- Xipholena lamellipennis
- Xipholena atropurpurea
- Gymnoderus foetidus
- Haematoderus militaris
- Querula purpurata
- Pyroderus scutatus
- Cephalopterus ornatus
- Perissocephalus tricolor
- Procnias albus
- Procnias averano
- Procnias nudicollis
- Rupicola rupicola

### Pipridae
- Chloropipo uniformis
- Manacus manacus
- Corapipo gutturalis
- Chiroxiphia pareola
- Chiroxiphia caudata
- Pipra aureola
- Pipra fasciicauda
- Pipra filicauda
- Dixiphia pipra
- Lepidothrix coronata
- Pipra erythrocephala
- Pipra rubrocapilla
- Pipra chloromeros
- Pipra cornuta
- Lepidothrix iris
- Lepidothrix vilasboasi
- Lepidothrix nattereri
- Lepidothrix suavissima
- Lepidothrix serena
- Antilophia galeata
- Antilophia bokermanni
- Ilicura militaris
- Machaeropterus pyrocephalus
- Machaeropterus regulus
- Machaeropterus striolatus
- Xenopipo atronitens
- Heterocercus flavivertex
- Heterocercus aurantiiverte
- Heterocercus linteatus
- Neopelma chrysocephalum
- Neopelma sulphureiventer
- Neopelma pallescens
- Neopelma aurifrons
- Neopelma chrysolophum
- Tyranneutes stolzmanni
- Tyranneutes virescens
- Piprites pileatus
- Piprites chloris
- Schiffornis major
- Schiffornis turdinus
- Schiffornis virescens

### Vireonidae
- Vireo olivaceus
- Vireo flavoviridis
- Vireo gracilirostris
- Vireo altiloquus
- Hylophilus poicilotis
- Hylophilus amaurocephalus
- Hylophilus thoracicus
- Hylophilus semicinereus
- Hylophilus pectoralis
- Hylophilus sclateri
- Hylophilus muscicapinus
- Hylophilus brunneiceps
- Hylophilus hypoxanthus
- Hylophilus ochraceiceps
- Vireolanius leucotis
- Cyclarhis gujanensis

### Corvidae
- Cyanocorax cyanomelas
- Cyanocorax caeruleus
- Cyanocorax violaceus
- Cyanocorax cristatellus
- Cyanocorax heilprini
- Cyanocorax cayanus
- Cyanocorax chrysops
- Cyanocorax cyanopogon

### Hirundinidae
- Progne tapera
- Progne subis
- Progne chalybea
- Progne elegans
- Tachycineta albiventer
- Tachycineta leucorrhoa
- Tachycineta meyeni
- Notiochelidon cyanoleuca
- Atticora fasciata
- Atticora melanoleuca
- Neochelidon tibialis
- Alopochelidon fucata
- Stelgidopteryx ruficollis
- Riparia riparia
- Petrochelidon pyrrhonota
- Hirundo rustica

### Troglodytidae
- Donacobius atricapilla
- Campylorhynchus griseus
- Campylorhynchus turdinus
- Odontorchilus cinereus
- Thryothorus genibarbis
- Thryothorus coraya
- Thryothorus leucotis
- Thryothorus guarayanus
- Thryothorus longirostris
- Thryothorus griseus
- Troglodytes aedon
- Troglodytes rufulus
- Cistothorus platensis
- Henicorhina leucosticta
- Microcerculus marginatus
- Microcerculus ustulatus
- Microcerculus bambla
- Cyphorhinus aradus

### Polioptilidae
- Microbates collaris
- Ramphocaenus melanurus
- Polioptila guianensis
- Polioptila plumbea
- Polioptila lactea
- Polioptila dumicola

### Turdidae
- Cichlopsis leucogenys
- Catharus fuscescens
- Catharus minimus
- Catharus ustulatus
- Platycichla leucops
- Platycichla flavipes
- Turdus subalaris
- Turdus olivater
- Turdus rufiventris
- Turdus leucomelas
- Turdus amaurochalinus
- Turdus ignobilis
- Turdus lawrencii
- Turdus fumigatus
- Turdus hauxwelli
- Turdus nudigenis
- Turdus haplochrous
- Turdus albicollis

### Mimidae
- Mimus gilvus
- Mimus saturninus
- Mimus triurus

### Motacillidae
- Anthus correndera
- Anthus furcatus
- Anthus hellmayri
- Anthus lutescens
- Anthus nattereri

### Coerebidae
- Coereba flaveola

### Thraupidae
- Conirostrum speciosum
- Conirostrum bicolor
- Conirostrum margaritae
- Orchesticus abeillei
- Schistochlamys ruficapillus
- Schistochlamys melanopis
- Neothraupis fasciata
- Cypsnagra hirundinacea
- Conothraupis speculigera
- Conothraupis mesoleuca
- Cissopis leveriana
- Lamprospiza melanoleuca
- Compsothraupis loricata
- Pyrrhocoma ruficeps
- Thlypopsis sordida
- Hemithraupis guira
- Hemithraupis ruficapilla
- Hemithraupis flavicollis
- Nemosia pileata
- Nemosia rourei
- Mitrospingus oleagineus
- Orthogonys chloricterus
- Eucometis penicillata
- Lanio fulvus
- Lanio versicolor
- Tachyphonus cristatus
- Tachyphonus rufiventer
- Tachyphonus surinamus
- Tachyphonus luctuosus
- Tachyphonus coronatus
- Tachyphonus rufus
- Tachyphonus phoenicius
- Trichothraupis melanops
- Habia rubica
- Piranga flava
- Piranga olivacea
- Piranga rubra
- Piranga leucoptera
- Ramphocelus nigrogularis
- Ramphocelus carbo
- Ramphocelus bresilius
- Thraupis episcopus
- Thraupis sayaca
- Thraupis cyanoptera
- Thraupis ornata
- Thraupis bonariensis
- Thraupis palmarum
- Cyanicterus cyanicterus
- Stephanophorus diadematus
- Pipraeidea melanonota
- Euphonia plumbea
- Euphonia chlorotica
- Euphonia finschi
- Euphonia violacea
- Euphonia laniirostris
- Euphonia chalybea
- Euphonia cyanocephala
- Euphonia chrysopasta
- Euphonia minuta
- Euphonia xanthogaster
- Euphonia rufiventris
- Euphonia cayennensis
- Euphonia pectoralis
- Chlorophonia cyanea
- Tangara mexicana
- Tangara chilensis
- Tangara fastuosa
- Tangara seledon
- Tangara cyanocephala
- Tangara desmaresti
- Tangara cyanoventris
- Tangara schrankii
- Tangara xanthogastra
- Tangara punctata
- Tangara guttata
- Tangara varia
- Tangara gyrola
- Tangara cayana
- Tangara peruviana
- Tangara preciosa
- Tangara cyanicollis
- Tangara nigrocincta
- Tangara cyanoptera
- Tangara velia
- Tangara callophrys
- Dacnis albiventris
- Dacnis lineata
- Dacnis flaviventer
- Dacnis nigripes
- Dacnis cayana
- Chlorophanes spiza
- Cyanerpes nitidus
- Cyanerpes caeruleus
- Cyanerpes cyaneus
- Tersina viridis

### Emberizidae
- Charitospiza eucosma
- Coryphaspiza melanotis
- Saltatricula multicolor
- Coryphospingus pileatus
- Coryphospingus cucullatus
- Phrygilus fruticeti
- Donacospiza albifrons
- Diuca diuca
- Poospiza thoracica
- Poospiza nigrorufa
- Poospiza lateralis
- Poospiza melanoleuca
- Poospiza cinerea
- Volatinia jacarina
- Sporophila frontalis
- Sporophila falcirostris
- Sporophila schistacea
- Sporophila plumbea
- Sporophila murallae
- Sporophila intermedia
- Sporophila americana
- Sporophila collaris
- Sporophila bouvronides
- Sporophila lineola
- Sporophila luctuosa
- Sporophila nigricollis
- Sporophila ardesiaca
- Sporophila melanops
- Sporophila caerulescens
- Sporophila albogularis
- Sporophila leucoptera
- Sporophila nigrorufa
- Sporophila bouvreuil
- Sporophila minuta
- Sporophila hypoxantha
- Sporophila ruficollis
- Sporophila palustris
- Sporophila castaneiventris
- Sporophila hypochroma
- Sporophila cinnamomea
- Sporophila zelichi
- Sporophila melanogaster
- Oryzoborus crassirostris
- Oryzoborus maximiliani
- Oryzoborus angolensis
- Amaurospiza moesta
- Dolospingus fringilloides
- Catamenia homochroa
- Tiaris obscura
- Tiaris fuliginosa
- Haplospiza unicolor
- Diglossa duidae
- Diglossa major
- Sicalis flaveola
- Sicalis luteola
- Sicalis citrina
- Sicalis columbiana
- Emberizoides herbicola
- Emberizoides ypiranganus
- Embernagra longicauda
- Embernagra platensis
- Gubernatrix cristata
- Paroaria coronata
- Paroaria dominicana
- Paroaria gularis
- Paroaria baeri
- Paroaria capitata
- Atlapetes personatus
- Arremon taciturnus
- Arremon semitorquatus
- Arremon flavirostris
- Arremonops conirostris
- Ammodramus humeralis
- Ammodramus aurifrons
- Zonotrichia capensis

### Cardinalidae
- Periporphyrus erythromelas
- Saltator striatipectus
- Saltator coerulescens
- Saltator maximus
- Saltator grossus
- Saltator fuliginosus
- Saltator similis
- Saltator aurantiirostris
- Saltator maxillosus
- Saltator atricollis
- Caryothraustes canadensis
- Parkerthraustes humeralis
- Pheucticus aureoventris
- Cyanocompsa brissonii
- Cyanocompsa cyanoides
- Cyanoloxia glaucocaerulea
- Porphyrospiza caerulescens
- Spiza americana

### Parulidae
- Parula pitiayumi
- Dendroica petechia
- Dendroica virens
- Dendroica fusca
- Dendroica striata
- Dendroica cerulea
- Setophaga ruticilla
- Protonotaria citrea
- Seiurus noveboracensis
- Oporornis agilis
- Geothlypis aequinoctialis
- Myioborus miniatus
- Myioborus castaneocapillus
- Basileuterus bivittatus
- Basileuterus culicivorus
- Basileuterus hypoleucus
- Basileuterus leucoblepharus
- Basileuterus leucophrys
- Basileuterus flaveolus
- Basileuterus fulvicauda
- Basileuterus rivularis
- Granatellus pelzelni

### Icteridae
- Dolichonyx oryzivorus
- Xanthopsar flavus
- Agelasticus thilius
- Agelasticus cyanopus
- Chrysomus icterocephalus
- Chrysomus ruficapillus
- Sturnella militaris
- Sturnella superciliaris
- Sturnella defilippii
- Sturnella magna
- Quiscalus lugubris
- Molothrus badius
- Molothrus rufoaxillaris
- Molothrus bonariensis
- Molothrus oryzivorus
- Icterus chrysocephalus
- Icterus cayanensis
- Icterus nigrogularis
- Icterus galbula
- Cacicus cela
- Cacicus haemorrhous
- Cacicus chrysopterus
- Cacicus solitarius
- Psarocolius oseryi
- Psarocolius decumanus
- Psarocolius viridis
- Psarocolius angustifrons
- Ocyalus latirostris
- Gymnostinops bifasciatus
- Gymnomystax mexicanus
- Pseudoleistes guirahuro
- Pseudoleistes virescens
- Amblyramphus holosericeus
- Curaeus forbesi
- Gnorimopsar chopi
- Lampropsar tanagrinus
- Macroagelaius imthurni
- Icterus jamacaii
- Icterus croconotus

### Fringillidae
- Carduelis chloris
- Carduelis yarrellii
- Carduelis magellanica
- Carduelis carduelis

### Estrildidae
- Estrilda astrild

### Passeridae
- Passer domesticus[1]